# Petron Blaze Boosters
De Petron Blaze Boosters zijn een Filipijns basketbalteam uit de Philippine Basketball Association (PBA). Het team is eigendom van PBA, een van de dochterondernemingen van San Miguel Coorporation, en neemt sinds de oprichting van de PBA in 1975 deel aan de competitie. Het grootste deel van deze periode stond het team bekend onder de naam 'San Miguel Beermen'. Daarnaast droeg het team de namen 'Royal Tru-Orange', 'Gold Eagle Beermen' en 'Magnolia Ice Cream/Quench Plus/Cheese' en 'Magnolia Beverage Masters'. Sinds het PBA seizoen 2010/11 draagt het team 'Petron Blaze Boosters'. 
Het team won in totaal 19 kampioenschappen in de PBA en is daarmee recordhouder.